# Raimundo Saporta
Raimundo Saporta Namías (Parigi, 16 dicembre 1926 – Madrid, 2 febbraio 1997) è stato un dirigente sportivo spagnolo, membro del FIBA Hall of Fame dal 2007 in qualità di contributore. A lui è intitolata la Coppa Saporta.

## Carriera
È stato ai vertici della pallacanestro internazionale per quasi cinquant'anni. Nel 1948 ricoprì l'incarico di vicepresidente della Federazione cestistica della Spagna. Dal 1962 al 1978 fu vicepresidente della polisportiva Real Madrid e presidente della sezione cestistica, incarico che ricoprì anche dal 1985 al 1991.
Dal 1964 entrò a far parte del FIBA Central Board; fu vicepresidente FIBA dal 1995 al 1997.